# Dolikocefal

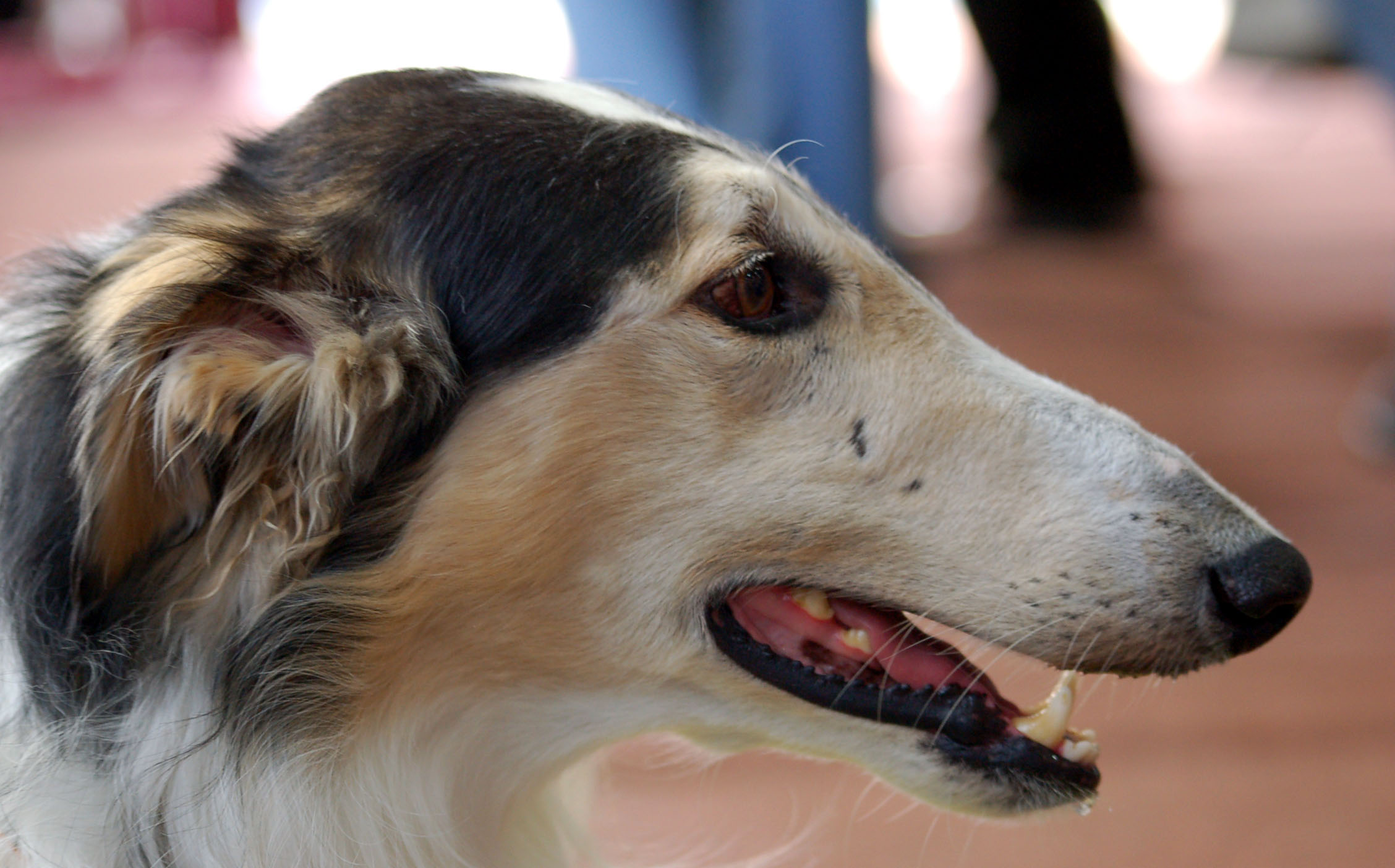
En dolikocefal hundras, Borzoi.

Dolikocefal, långskallig, är ett äldre antropologiskt uttryck för människoraser eller individer vars breddindex ligger i det lägsta intervallet.
Begreppet används fortfarande för att beskriva skallform hos bland annat hundar.